# Brachyarthrum
Brachyarthrum är ett släkte av insekter. Brachyarthrum ingår i familjen ängsskinnbaggar.
Släktet innehåller bara arten Brachyarthrum limitatum.